# M13/40
M13/40 (Carro armato M13/40) — італійський середній танк часів Другої світової війни. По масі відносився до легких танків, однак за італійською танковою класифікацією вважався як середній. Розроблений фірмою Fiat-Ansaldo в 1939 — 1940 роках. Став наймасовішим італійським танком Другої світової, за час серійного виробництва в 1940 — 1942 роках було вироблено 799 машин. Активно використовувався італійськими військами в 1940 — 1943 роках, а після капітуляції Італії невелика кількість машин використовувалися військами Великої Британії та Німеччини.
Цей танк був покликаний усунути всі ті недоліки, які мала його попередня модель M11/39. Так, машина отримала більш потужну броню, гармата цього разу розташовувалося у башті, а не в корпусі, що дало можливість більш ефективно використовувати її. Однак цей танк не зміг вплинути на хід битв у війні, оскільки їх було випущено вкрай мало і багато було втрачено, особливо у боях в Африці. Ці машини під позначенням PzKpfw M13/40 735 (i) застосовувалися проти сил союзників на італійському та балканському театрах військових дій (ТВД).

## Машини на базі M13/40

### Carro Comando M13/40
Командирська машина на базі лінійного M13/40. Відрізнялася відсутністю башти і установкою додаткової радіостанції. Випущено 30 екземплярів.

### Semovente da 75/34
Штурмова гармата на шасі M13/40, озброєна 75-мм гарматою Model 75/18 в повністю броньованої рубці. Створена в 1941 році за зразком німецьких StuG III. Випущено 222 одиниці в 1941 — 1943 роках.

## Відомі танкісти, які воювали на M13/40
- Арбіб Луїджі Паскуччі (?-1942) — лейтенант, командир танкового взводу 132-ї танкової дивізії. Кавалер золотої медалі «За військову доблесть» (посмертно).